# ایتاماری
ایتاماری (به پرتغالی: Itamari) یک منطقهٔ مسکونی در برزیل است که در باهیا واقع شده‌است. ایتاماری ۸٬۰۰۳ نفر جمعیت دارد.